# Evald Aav

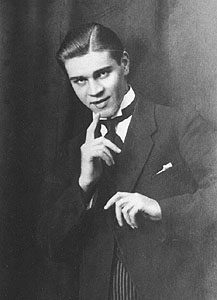
Evald Aav. Aufnahme von 1924.

Evald Aav (auch: Ewald Aaw; * 22. Februarjul. / 6. März 1900greg. in Tallinn, Gouvernement Estland; † 21. März 1939 ebenda) war ein estnischer Sänger, Komponist und Chorleiter.

## Leben

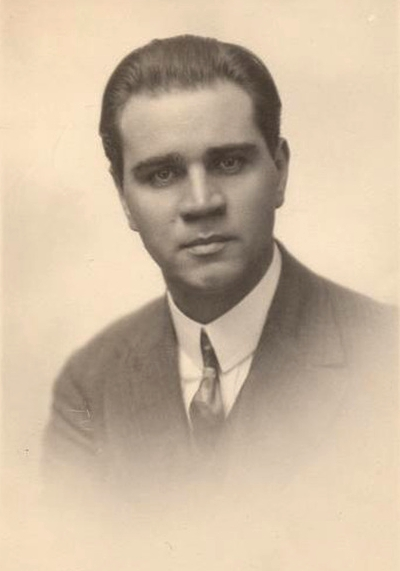
Evald Aav, vor 1930

Evald Aavs Vater war Mikhel Aav (1861–1933). Seine Mutter Vanaema Aav (1866–1909) starb, als Evald 9 Jahre alt war. Er hatte eine Schwester, Frida Annette Julie (1887–1968). Sie heiratete Jaagup Rukki (1885–1965). Um seine Familie zu unterstützen musste Aav schon früh arbeiten, und zwar in einem Büro im Hafen, in dem auch sein Schwager Jaguup tätig war. Zu dieser Zeit absolvierte er nebenbei die Abendschule.
Bei Helmi Vitol-Mohrfeld hatte er privaten Klavierunterricht. Dazu lernte er Musiktheorie wie Harmonielehre bei Anton Kasemets (1890–1978). 1916 bis 1926 sang er als Tenor im Chor der Estnischen Nationaloper. In dieser Zeit hatte er Gelegenheit große Opern kennenzulernen, ihre Partituren zu studieren und ihre Probleme und Schwächen bei Aufführungen zu analysieren. Aav graduierte 1926 am Konservatorium in Tallinn, wo er Kompositionsschüler von Artur Kapp gewesen war. Zwischen 1924 und 1927 leitete er den Chor und das Orchester der Militärschule in Tallinn. 1925 wurde ein Kompositionswettbewerb veranstaltet, um neue Chorliteratur für das IX. Liederfest 1928 zu erhalten. Hier nahm Aav mit der Komposition Laulik [„Liederbuch“] teil. Das Stück wurde prämiert; im Abschlusskonzert des IX. Liederfestes, das am 2. Juli 1928 stattfand und im Rundfunk übertragen wurde, wurde es beim Finale von allen Chören aufgeführt.
Von 1929 bis 1936 leitete er in Tallinn den gemischten Chor der nationalen Jugend-Vereinigung und von 1934 bis 1939 die von ihm gegründeten Estonian Singers. Bis zu seinem Tod 1939 leitete er verschiedene weitere Chöre. Er arbeitete bei der Autorikaitse Ühingus, der Autorengesellschaft, die sich mit dem musikalischen Urheberrecht beschäftigte. Von 1930 bis 1939 war er Redakteur der Musikzeitung Muusikaleht [„Notenblatt“]. Beim XI. Estnischen Liederfest vom 23. bis 25. Juni 1938 war er musikalischer Leiter. Viele seiner Kompositionen wurden auf diesem und anderen Liederfesten aufgeführt.
Von 1926 bis 1937 war Aav mit der Sopranistin Ida Loo (* 19. Juni 1901, Narva, Estland; † 29. Juni 1997 in Göteborg) verheiratet. Sie war die Schwester des Librettisten Voldemar Loo. 1938 heiratete sie Johannes Talvari und ist seither unter dem Namen Ida Loo-Talvari bekannt. Aav verstarb am 21. März 1939 in einem Krankenhaus in Tallinn an Typhus. Da er die Symptome zunächst einer einfachen Erkältung zugeordnet hatte, zumal er in den Vorbereitungen der Uraufführung seiner Sinfonie in d-moll steckte, war die Krankheit schon zu stark fortgeschritten. Die Uraufführung konnte er noch im Rundfunk mitverfolgen.

## Werke (Auswahl)
Aavs Werke, meist national-romantische Gesangsstücke, sind charakterisiert durch reichhaltige Melodien. Seine einzige, dennoch erfolgreiche Oper Vikerlased („Die Wikinger“), ein historisch-romantisches Bühnenwerk in 3 Akten (auch 5 Bilder mit Epilog), stellt die Beziehung zwischen den Esten und den Schweden dar.
- Vikerlased („Die Wikinger“), Oper, Uraufführung 1928
  - Einspielung: Vikerlased. Evald Tordik (Vaho, Bass), Lehte Mark (Juta, Sopran), Endel Ani (Ülo, Tenor), Valentina Hein (Vaike, Sopran), Viktor Taimre (Olav, Bariton), Enn Raa (Hiietark, Bass), Ernst Kruuda, Arli Jõgi, Ants Känd, Johannes Kade; Chor und Orchester des Theaters Vanemuine Tartu; Ltg. Jaan Hargel, Chorltg. Valdeko Viru; 1959; Aufnahme des Estnischen Rundfunks in der Aula der Universität Tartu
    - 1979 restaurierte Fassung des estnischen Rundfunks
    - 1997 vom estnischen Rundfunk digitally remastered; SE&JS; 1997.

### Musik für Sinfonieorchester
- Elu („Das Leben“), sinfonische Dichtung, Uraufführung am 25. Februar 1934[4][7]. Das Werk wurde 1960 vom ERSO unter der Leitung von Vallo Järvi eingespielt. Die Aufnahme wurde 1997 vom estnischen Rundfunk digitally remastered und auf der CD 1997  Dirigeerib Vallo Järvi [„Vallo Järvi dirigiert“] veröffentlicht.
- Sinfonie d-moll; 1938; Uraufführung: 17. März 1939[7] I. Allegro; II. Andante III. Scherzo. Labajalg IV. Finale Allegro[4]
- Konzertwalzer; 1934
- Musikalische Bilder aus der Oper Vikerlased; 1933; I. Volksfest und Angriff der Schweden, II. Szene im Hain, III. Jutas Trauer, IV. Die Schlacht von Sigtuna
- Ohne Titel, 12/8 in Des-Dur;
- Söjalaul [Kriegslied] aus der Oper Vikerlased

### Musik für Blasorchester
- Musikalische Bilder aus der Oper Vikerlased
- Jutas Klage
- Vanade eestlaste marss [Alter estnischer Marsch]
- Festmarsch As-Dur
- Festmarsch Des-Dur
- Festlicher Militärmarsch B-Dur

### Schauspielmusiken
- Musik zu Juta von Anton Jürgenstein
- Musik zu Peer Gynt von Henrik Ibsen

### Musik für Violine und Klavier
- Melodie, Idyll; 1937
- Tanz, Burleske

### Kammermusik
- Duett aus Vikerlased, Bearbeitung für Violine, Violoncello und Klavier, Autorikaitse Ühingu Kirjastu, Tallinn, 1938[Digitalisat 1]

### Klavierwerke
- Andante g-moll, 1917
- Forte-Pianole, 1918
- Prélude in b-moll, 1926
- Klaviersonate C-Dur; 1926; I. Maestoso; II Adagio III. Scherzo; IV. Rondo
- Zwei estnische Tänze, 1936[13] I Estnische Polka II Estnischer Volkswalzer
- Ballade in a-moll, 1936[14]
- Zwei Préludes, 1936 I Mure II Hirm Fantastischer Tanz

### Chorwerke

#### Für gemischten Chor und Orchester
- Kaitse, Jumal, mu isamaad [„Schütze unsre Heimat, o Herr“]; Kantate, 1925; mit Sinfonieorchester
- Laul kodumaast [„Lied von der Heimat“]; 1937; Text: Siim Jõgever; mit Blasorchester
- Morgenlied; 1938; Text: Siim Jõgever; mit Blasorchester

#### Weitere Chorwerke
Er schrieb über 50 weitere Chorwerke für Männerchor, Frauenchor und gemischten Chor; mit Klavierbegleitung und a cappella. Einige wurden bei den Liederfesten aufgeführt und einige gewannen Preise bei Kompositionswettbewerben.
- Ei saa aru, für gemischten Chor
- Eokene eo-eo, für gemischten Chor
- Hommik, für Männerchor[Digitalisat 2]
- Humal [Hopfen], für Männerchor
- Kas kasvame…, für gemischten Chor
- Laul kodumast [Lied aus der Heimat], patriotisches Lied für gemischten Chor, 1938
- Laulik, 1994 eingespielt auf der CD 125 aastat Eesti laulupidu [125 Jahre estnisches Liederfest] beim Label Forte in Tallinn
- Me oleme põhjamaa lapsed [Wir sind Nordkinder], für Männerchor, Tallinn, 1939[15]
- Meil aiaäärne tänavas,
- Meil aiaäärne tänavas, für gemischten Chor
- Noor armastus, für gemischten Chor
- Noorte laul, für gemischten Chor
- Orja kaebelaul, für gemischten Chor[Digitalisat 3]
- Saatus, ole helde, für gemischten Chor
- Sa minu püha kodumaa pind, für gemischten Chor
- Torupillilugu, für einen gemischten Chor

Daneben schuf er weitere Werke instrumentaler und vokaler Kammermusik.

### Vokalwerke
- Ainus palve [Einzige Bitte], Text: Hendrik Visnapuu. Eingespielt von Lydia Aadre und dem Estnischen Rundfunkorchester beim Label His master’s voice, 1939[16] Es existiert eine weitere Einspielung auf der CD Eesti soololaule [„Estnische Lieder“] vom estnischen Tenor Naan Pöld, 1963/1964  in Hamburg aufgenommen und beim Label Forte classical FD 0035/2 veröffentlicht.

## Gedenken

### Trauerfeierlichkeiten und Grab
Aav starb am 21. März 1939. Am 24. März um 17.00 Uhr wurde ein Requiem in der Johanniskirche abgehalten. An der Konzerthalle des Nationaltheaters wurde er aufgebahrt und am 25. März 1939 mit einem großen Trauerzug zum Waldfriedhof geleitet und dort bestattet. Auf dem Grabstein stand „Helilooja Evald Aav“ [Komponist Evald Aav 1900–1939] auf Estnisch. Evald Aavs Grab auf dem Waldfriedhof in Tallinn wurde am 20. September 1995 vom estnischen Kultur- und Bildungsministerium als Kulturdenkmal eingetragen. Die Eintragung wurde am 13. April 2018 erneuert.

### Nachrufe
In verschiedenen estnischen Tageszeitungen erschienen Nachrufe. Er wird als prominentester Komponist der jüngeren Generation in Estland und als herausragender Chorleiter bezeichnet. Seine Oper Vikerlased sei die erste estnische Oper und die Uraufführung wäre ein großes Ereignis im estnischen Musikleben gewesen. Sein Tod wird als großer Verlust für das estnische Musikleben gesehen. Er habe nur eine kurze Zeit gehabt, aber sein Werk sei wertvoll gewesen. Aavs Musik sei gekennzeichnet durch seine estnische Herkunft, Einfachheit und Klarheit mit einer nördlichen Frische und Intensität. Es wurde erwähnt, dass er an einer zweiten Oper gearbeitet habe. Der estnische Dichter Enn Uibo veröffentlichte unmittelbar nach Aavs Tod das Gedicht Evald Aava mälestuseks [„Erinnerung an Evald Aav“].

### Büste
Der estnische Künstler Hermann Halliste schuf eine Büste von Evald Aav.

### Gedenktafel
An dem Haus in der C.R.Jakobson-Straße in Tallinn, in dem Aav von 1933 bis 1939 wohnte, wurde am 22. Februar 1965 eine Gedenktafel angebracht. Die Inschrift lautet in estnisch und russischer Sprache „In diesem Haus lebte in den Jahren 1933–1939 der Komponist Evald Aav“. Anwesend bei der Zeremonie waren u. a. die Komponisten Riho Päts, Eugen Kapp und Boris Körver, sowie seine Schwester Frida Rukki und ihr Mann Jaagup.

### Evald Aav Stipendium
1943 begründete Frida Rukki am Konservatorium in Tallinn das Evald Aav Stipendium. Erster Stipendiat war Heimar Ilves.

## Einspielungen
- Enn Vörk: Eesti lipp (Seite 1), Karl August Hermann: Oh laula ja hõiska; ÜENÜTO segakoor unter der Leitung von Evald Aav; Parlophon; 1930[31]

### Bilddokumente
- ra.eeAus der digitalen Fotodatenbank des estnischen Nationalarchivs: (englisch)
- Aav als Kind,; Tallinn;1905
- Aav im Alter von 17 Jahren; Tallinn; 1917
- Bürobelegschaft der Arbeitsstelle Aavs in Fabrik im Hafen, Aav ist der Vierte von links in der Zweiten Reihe; Tallinn; 1917/1918

- Bild der Konservatoriumsklasse von August Topman mit Evald Aav als erstem von links; Tallinn; zwischen 1920 und 1926
- Aav leitet eine Probe; Tallinn; 1938
- Aav leitet eine Probe
- Vorsitzende bei einem estnischen Männerchorfest; Aav 1. von links; Tallinn; 1934 bis 1938
- Festzug beim Estnischen Liederfest 1938; Aav rechts; Tallinn; 1938

### Ton- und Filmdokumente
- Aus dem Digitalarchiv Der Nationalbibliothek Estlands DIGAR:
- Aus dem Archiv des estnischen Rundfunks ERR:
- Evald Aav und Vikerlased Sendung des Estnischen Rundfunks zum 65, Geburtstag Aavs 1965, mit Tonbeispiel (estnisch)
- Evald Aav und Vikerlane aus dem Archiv des estnischen Rundfunks ERR: Dokumentarfilm über Evald Aav, 1990 (estnisch): Mit vielen Bildern und historischen Musikbeispielen, unter Sisukurjeldus genauer Ablauf mit Zeitangaben und Erklärung der Bilder und Musikbeispiele

## Digitalisate
1. ↑  Duett aus Vikerlased als Digitalisat im Digitalarchiv der Nationalbibliothek Estlands DIGAR
2. ↑  Hommik (Memento des Originals vom 11. Februar 2017 im Internet Archive)  Info: Der Archivlink wurde automatisch eingesetzt und noch nicht geprüft. Bitte prüfe Original- und Archivlink gemäß Anleitung und entferne dann diesen Hinweis.als Digitalisat im Digitalarchiv der Nationalbibliothek Estlands DIGAR
3. ↑  Orja kaebelaul als Digitalisat im Digitalarchiv der Nationalbibliothek Estlands DIGAR